# Pinin Brambilla Barcilon
Giuseppina Brambilla Barcilon, detta Pinin (Monza, 1º dicembre 1925 – Milano, 12 dicembre 2020), è stata una restauratrice italiana, nota tra l'altro per aver condotto il ventennale restauro dell'Ultima Cena di Leonardo da Vinci nel Convento della Chiesa di Santa Maria delle Grazie a Milano dal 1977 al 1999 ma anche per il restauro degli affreschi di Giotto nella cappella degli Scrovegni a Padova.

## Biografia
Sposata con Mauricio e con un figlio, Jaime.  Restaurò opere di celebri artisti italiani, da Piero della Francesca a Filippino Lippi, da Andrea Mantegna a Lorenzo Lotto, da Caravaggio a Tiziano e Tiepolo e naturalmente Leonardo da Vinci. 
Conosciuta anche per il restauro degli affreschi di Masolino nel Battistero di Castiglione Olona, gli affreschi di Oleggio e quelli di Palazzo Borromeo a Milano, opere del Pollaiolo, Filippino Lippi, Crivelli, Gentile Bellini, Bronzino e numerosi artisti di arte moderna e contemporanea (tra cui Lucio Fontana e Man Ray). Ha restaurato anche gli affreschi di Bernardino Luini a Villa Pelucca, Sesto San Giovanni, Villa Visconti Borromeo Litta a Lainate ed i quadri della chiesa di San Gervasio e Protasio a Bormio.
Conosciuti sono anche i suoi restauri nella Basilica di Sant'Ambrogio (tra cui il Ciborio) e Santa Maria delle Grazie sempre a Milano.
A lei si devono il restauro della Rotonda dell’Appiani nella Villa Reale di Monza e negli anni ’80 del Teatrino di corte.
Da ricordare inoltre è il restauro degli affreschi del Santuario di Santa Maria dei Ghirli a Campione d'Italia ed il restauro del convento dell’Annunziata di Abbiategrasso.
Nel corso degli anni ricevette incarichi di restauro e di consulenza da parte di diversi musei Italiani e stranieri, tra cui il museo Poldi Pezzoli, Brera e Accademia Ambrosiana a Milano, il Museo del Louvre di Parigi e il Museo nazionale d'arte della Catalogna di Barcellona, o ancora conferenze e seminari presso le principali Università e Istituti di Cultura (Washington, Chicago, New Delhi, Londra, New York, Toronto, Sidney, Los Angeles, Tokyo, Basilea, Oslo, Stoccolma, Los Angeles, Bogotà, Santiago del Cile).
Ha prestato consulenze di restauro anche per collezioni pubbliche e private e musei vari in USA, Giappone, Canada, Svizzera, Gran Bretagna, Germania, Norvegia, Messico, Australia, Hong Kong, India fino al 2022.
Dal 1970 al 1990 fece parte del Comitato dell'International Council of Museums.
Dal 1984 al 1993 è stata membro della Rèunions annuales du groupe peintures murales et mosaiques du Comitè de Conservation dell'ICOM al Laboratoire des Monuments Historiques de France à Champs sur Marne.
Fondatrice nel 2005 del Centro Conservazione e Restauro “La Venaria Reale”, un istituto per la formazione universitaria dei restauratori, lo diresse fino al 2012.
Il Museo del Louvre la chiamò dal 2010 al 2015 a far parte del comitato internazionale di esperti per il restauro del dipinto di Leonardo da Vinci, Sant'Anna, la Vergine e il Bambino con l'agnellino (2012) nonché a studiare lo stato di conservazione della Gioconda, sempre al museo del Louvre. 
Nel 2019 fece parte del comitato, voluto dal Ministero per i beni e le attività culturali Italiano, per la commemorazione del cinquecentesimo anniversario della morte di Leonardo da Vinci.
Direzione lavori del cartone preparatorio della Scuola di Atene di Raffaello Sanzio, Pinacoteca Ambrosiana 2014-2015
Direzione lavori presso la Chiesa di Val Domino e Val della Torre - Varese 2013
Direzione lavori, Chiesa Plebana Cimiteriale di san maurizio Canovese 2005-2007
Direzione lavori Castello di Cassano d'Adda 2004 - 2008
Restauro affreschi Palazzo Stampa - Abbiategrasso (Milano)
Restauro Palazzo Borromeo, facciata - pitture murali XIV secolo, Milano
Restauro , Palazzo Borromeo, Pisanello att.- Sala dei giochi - pitture murali fine del XIV secolo, Milano
Restauro di 2
di Tiziano, Ritratto di uomo con armatura e deposizione di Cristo nel Sepolcro, Pinacoteca Ambrosiana, Milano
Restauro, Bernardino Luini, Cappella, Villa Pelucca, Sesto San Giovanni, Milano
Ha collaborato con il FAI, Fondo Ambiente Italiano, con i restauri degli affreschi longobardi del Monastero di Torba (anni 1980, 2007 e 2019) a quello dello del ciclo tardogotico-rinascimentale del Castello della Manta, a quello di Lambert Sustris di Villa dei Vescovi.

## Riconoscimenti
Accademica Onoraria dell’Accademia Ambrosiana di Milano presso la Veneranda Biblioteca Ambrosiana
Nel 1977 ha ottenuto l’attestato di Civica Benemerenza dal Comune di Milano
il 27 dicembre 1983 nomina a Cavaliere della Repubblica Italiana
Nel 1988 medaglia " Il Giovannino d'oro" del Comune di Monza
Nel dicembre 1997 medaglia d'argento del Comune di Milano
il 14 ottobre 1999 nomina a Grande Ufficiale al merito della Repubblica Italiana
Nel dicembre 1999 medaglia d'oro “ Ambrogino d’oro” del Comune di Milano
Nel 1999 premio Rosa Camuna1999 dalla Regione Lombardia
Il 25 febbraio 2000 medaglia d'oro ai benemeriti della cultura e dell'arte della Repubblica Italiana
Il 18 giugno 2016 riceve il cavalierato "Encomienda de la orden de Isabela la Catolica”della Monarchia di Spagna
Nel 2019 Laurea Honoris Causa dalla Università di Torino
Il 2 Novembre 2021 il suo nome è stato inciso nel Famedio del Cimitero Monumentale di Milano dove sono alle pareti, i nomi di altre importanti figure legate a Milano.

## Saggi
- La mia vita con Leonardo, Mondadori Electa, 2015, p. 120[1][2]